# Psycho Killer
"Psycho Killer" é uma canção da banda norte-americana de rock Talking Heads, lançada em seu álbum de estreia de 1977, Talking Heads: 77, e logo depois como single em dezembro do mesmo ano. Um clássico da new wave e com uma das linhas de baixo mais memoráveis da história do rock, ela foi a única música do álbum a aparecer na Billboard Hot 100, chegando ao número 92.
No encarte da coletânea Once in a Lifetime: The Best of Talking Heads, Jerry Harrison escreveu sobre o lado B do single, uma versão acústica da música que contou com Arthur Russell no violoncelo: "Estou feliz que convencemos Tony [Bongiovi] e Lance [Quinn] de que a versão com violoncelos não deveria ser a única."

## História
A música foi composta no início da carreira da banda e um protótipo dela já era apresentado durante os shows em dezembro de 1975 quando o nome do trio ainda era "The Artistics". Quando lançada como single em dezembro de 1977, "Psycho Killer" logo tornou-se associada aos assassinatos feitos por David Berkowitz, conhecido como "Son of Sam" (Filho de Sam). Embora a banda sempre tenha insistido que a música não teve inspiração nesses notórios eventos, a data de lançamento do single foi "estranhamente oportuna" e marcada por uma "sincronização macabra".

De acordo com os rascunhos, a música começou como uma semi-narrativa de um assassino. No encarte da coletânea Once in a Lifetime: The Best of Talking Heads, Byrne diz:
Quando comecei a escrever isso, imaginei Alice Cooper fazendo uma balada no tipo Randy Newman. Tanto o Coringa quanto Hannibal Lecter eram muito mais fascinantes do que os mocinhos. Todo mundo meio que torce pelos bandidos nos filmes.
A ponte da canção é em francês, assim como a linha do refrão: "Qu'est-ce que c'est?" ('O que é isso?'). Esses versos em francês foram fornecidos pela baixista Tina Weymouth. De acordo com o baterista Chris Frantz, "eu disse a David que a mãe de Tina é francesa e que eles sempre falavam francês em casa. Tina concordou em fazer isso [...] e fez em pouco mais de uma hora. Eu escrevi mais alguns versos, e em poucas horas, 'Psycho Killer' estava mais ou menos pronta." Os versos da ponte são:
| Versos em francês                                                                                              | Versos em inglês                                                                                         | Tradução |
| --- | --- | --- |
| Ce que j'ai fait, ce soir-là Ce qu'elle a dit, ce soir-là Réalisant mon espoir Je me lance vers la gloire, ok! | What I did, that evening What she said, that evening Fulfilling my hope Headlong I go towards glory, ok! | O que eu fiz naquela noite O que ela disse naquela noite Realizando minha esperança Eu estou indo para a glória, ok! |

## Versões ao vivo
Uma versão ao vivo gravada em 1977 para a rádio foi lançada em The Name of This Band Is Talking Heads em 1982, apresentando um verso adicional não ouvido na versão de estúdio, e o lançamento posterior em CD incluiu uma segunda versão ao vivo posterior da turnê do álbum Remain in Light. Em 1984, outra versão ao vivo foi incluída em Stop Making Sense.

## Faixas
| N.º | Título                         | Compositor(es)          | Duração |  |
| 1.  | "Psycho Killer"                | Byrne, Frantz, Weymouth | 4:19    |  |
| 2.  | "Psycho Killer" (Acústico)     | Byrne, Frantz, Weymouth | 4:20    |  |
| 3.  | "I Wish You Wouldn't Say That" | Byrne                   | 2:39    |  |

## Paradas
| \| Paradas (1978) \| Melhor posição \| \| -------------------------------------- \| -------------- \| \| Bélgica (Ultratop 50 de Flandres)[15] \| 19 \| \| Países Baixos (Dutch Top 40)[16] \| 11 \| \| Países Baixos (Single Top 100)[17] \| 13 \| \| Estados Unidos (Billboard Hot 100)[18] \| 92 \| |                |
| Paradas (1978) | Melhor posição |
| Bélgica (Ultratop 50 de Flandres) | 19             |
| Países Baixos (Dutch Top 40) | 11             |
| Países Baixos (Single Top 100) | 13             |
| Estados Unidos (Billboard Hot 100) | 92             |